# Petalis
Les Petalis (en grec : Πεταλιοί, ancien : Petalioí, moderne : Petalyí ; en latin : Petaliae) constituent un archipel de la mer Égée composé de dix petites îles, situées dans le golfe qui porte leur nom, au large de la côte occidentale de l'Eubée, à environ 17 km de la côte Est de l'Attique. Les îles Petalis dépendent de la petite ville de Carystos et se trouvent dans le golfe des Petalis, qui débouche dans la mer Égée.

## Géographie

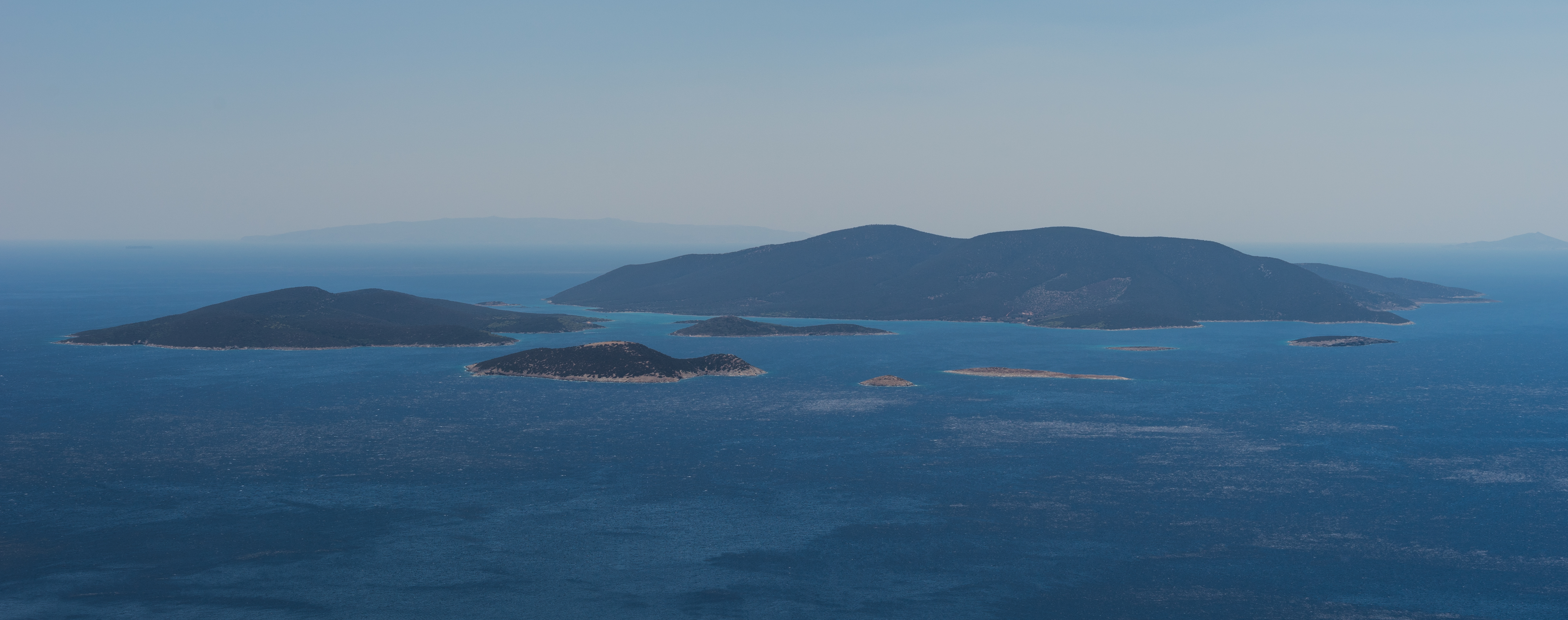
Vue des îles Petalis

Les trois plus grandes îles de l'archipel des Petalis sont couvertes de forêts et de terres agricoles. Sur les plus petites îles le relief rocheux apparaît davantage et elles possèdent, au mieux, du maquis et de la garrigue. Les rivages de ces îles rocheuses sont fragmentés et possèdent peu de points d'amarrage pour les bateaux.

## Histoire
Outre une mention chez Pline l'Ancien, les îles Petalis sont évoquées dans une inscription du VIe siècle av. J.-C. qui indique que l'archipel dépendait à l'époque de la cité d'Érétrie.
Pendant la domination ottomane, le pacha de Carystos aurait fait de Chersonissi une résidence de son harem. Après la guerre d'indépendance grecque, l'archipel est vendu à la famille impériale russe. Lors du mariage du roi Georges Ier de Grèce avec la grande-duchesse Olga en 1867, les îles Petalis sont intégrées à la dot de la souveraine et deviennent propriété royale. Le souverain fait planter des pieds de vigne et d'olivier dans l'archipel, qui n'abrite alors que quelques familles de bergers-pêcheurs.
En 1913, l'île de Foundi reçoit le premier phare automatique de Grèce, dont la lumière est visible à 9 miles de distance.
Tout au long du XXe siècle, l'archipel se dépeuple progressivement et certaines îles sont même abandonnées. Les trois îles principales sont aujourd'hui des propriétés privées, utilisées à des fins touristiques,. Elles ont accueilli entre autres la cantatrice grecque Maria Callas, Gréta Garbo ou Winston Churchill.